# Fredrik Grevillius
Fredrik Grevillius, född 16 september 1891 i Torpa, Vänersborg, död 2 mars 1983 i Norrstrand, Karlstad, var en svensk officer i Armén. Han var måg till Rudolf Ekman och far till Gösta Grevillius.

## Biografi
Grevillius blev fänrik i Armén 1910. Han befordrades till löjtnant 1912, till kapten 1923, till major 1933, till överstelöjtnant 1936 och till överste 1939.
Grevillius inledde sin militära karriär i Armén 1910. Åren 1923–1925 tjänstgjorde han vid generalstaben, åren 1925–1928 vid Skaraborgs regemente (I 9). och åren 1928–1930 vid Livregementets grenadjärer (I 3). Åren 1930–1933 tjänstgjorde Grevillius vid generalstaben och var kommenderad till Boden där han var stabschef. Åren 1933–1937 var han stabschef vid Södra arméfördelningen. Åren 1937–1939 tjänstgjorde Grevillius vid Bohusläns regemente. Åren 1939–1951 var han regementschef för Värmlands regemente (I 2). År 1951 lämnade Grevillius armén och gick i pension. Han blev riddare av Svärdsorden 1931,, kommendör av andra klassen av samma orden 1942 och kommendör av första klassen 1946.